# Шпак-куцохвіст аметистовий
Шпак-куцохвіст аметистовий (Cinnyricinclus leucogaster) — вид тропічних птахів роду Cinnyricinclus родини Шпакові (Sturnidae).

## Екологія
Ці птахи віддають перевагу лісовим районам, де є багато фруктів, також живуть у полях і в садах. Віддають перевагу сухим областям, де є інжир. У природі живляться переважно інжиром, але й ловлять комах у польоті. У зоопарках їдять тропічні фрукти та овочі.

## Гніздування
Гніздяться з жовтня по березень. Гнізда будують на деревах, переважно із зеленого листя. Самка відкладає 2-4 блідо-блакитні овальних яйця. Насиджує їх протягом 2 тижнів. Обидві статі доглядають за пташенятами протягом 3 тижнів і годують їх переважно комахами.

## Популяція
Вид має величезний ареал, тому природоохоронний статус не наближається до позначки «Уразливий», приблизна величина ареалу становить <20 000 км2, разом із змінами та коливанням його розмірів.
Глобальна чисельність популяції не визначена, але в цілому велика по всьому ареалу.

## Поширення
Країни поширення:
Корінні території виду: Ангола, Бенін, Ботсвана, Буркіна Фасо, Бурунді, Камерун, ЦАР, Чад, Республіка Конго, Демократична Республіка Конго, Кот-д'Івуар, Джибуті, Еритрея, Ефіопія, Габон, Гамбія, Гана, Гвінея, Гвінея-Бісау, Кенія, Ліберія, Малаві, Малі, Мозамбік, Намібія, Нігер, Нігерія, Руанда, Саудівська Аравія, Сенегал, Сьєрра-Леоне, Сомалі, ПАР, Південний Судан, Судан, Есватіні, Танзанія, Того, Уганда, Ємен, Замбія, Зімбабве.
Кочові території виду: Ізраїль, Лесото, Мавританія, Об'єднані Арабські Емірати.

## Підвиди
Має три підвиди:
- Cinnyricinclus leucogaster arabicus
- Cinnyricinclus leucogaster leucogaster
- Cinnyricinclus leucogaster verreauxi